# مارگون هاوجنس
مارگون هاوجنس (نروژی: Margunn Haugenes؛ زادهٔ ۲۵ ژانویهٔ ۱۹۷۰) بازیکن فوتبال اهل نروژ بود.
وی در مسابقات کشوری و بین‌المللی در مجموع برندهٔ ۱ مدال طلا، ۲ مدال نقره شده‌است.